# Molanna submarginalis
Molanna submarginalis is een schietmot uit de familie Molannidae. De soort komt voor in het Palearctisch gebied.